# Jakriborg
Jakriborg er en bydel i Hjärup, Staffanstorps kommune, Sverige, opført i den såkaldte Hansestil af de middelalderlige Hansestæder langs Østersøområdets kyster. Stilen er elsket af mange, men er også blevet kritiseret for at være bagstræberisk.
Jakriborg anses for et svensk eksempel på New Urbanism.
Jakriborg ligger i Hjärup mellem Malmö, Lomma, Lund og Staffanstorp. Det er det eneste byområde i Staffanstorps kommun, som ligger vest for Södra stambanan. Afstanden til det centrale Lund er ca. 6 km og til det centrale Malmö ca. 10 km.
Husene er kendetegnet ved de spidse og brat afsluttende tage, af snørklede gader og stræder og farverige bygningsfacader, der giver associationer til byer i Danmark, Nordtyskland og de baltiske lande, fx Vilnius og Riga.
"Jakriborg" er opført på initiativ af ingeniørbrødrene Jan og Krister Berggren (grundlæggere og indehavere af entreprenørfirmaet Jakri AB), i samarbejde med arkitekterne Marcus Axelsson og Robin Manger.

## Radioudsendelser
- Apropos ... Rekonstruktion og huse, udsendt på DR's P1 10.04.2008. Udsendelsen behandler New Urbanism, herunder Jakriborg som et nordisk eksempel.
- Europaklip: Jakriborg – en by i Sverige, udsendt på DR's P1 Sendt 16. juli 2005.

## Artikler
- Stensgaard, Pernille (2007): ”Den forbudte by”. – I: Weekendavisen. – 2007-11-09. – Sektion 1, s. 4 : illustreret. – To ingeniørbrødre har bygget en bastant klump af middelaldermasse i rosa, hvid, okker og blegrød på en pløjemark i Skåne. Arkitekter verden over gyser, men hundredvis af danskere og svenskere står i kø for at bo der
- Schacht, Nanna (2006): ”Flugt fra funktionalismen” (Webside ikke længere tilgængelig). – I: Arkfokus : tidsskrift for arkitektur, design, by og land. – 08/2006. – Side 15-17 : illustreret. [set 13-07-2008]
- Rosendahl, Peter (2005): ”Ny hansestad en halv time fra København”. – I: Børsen. – 2005-04-07. – S. 4-5 : illustreret
- Madsen, Henriette & Svarre, Birgitte (2004): ”Jakriborg – en moderne middelalderby”. – I: Byplan. – Årg. 56, nr. 6 (2004). – S. 248-253 : illustreret. – Entreprenørerne Jan og Krister Berggren har i samarbejde med arkitekterne Marcus Axelsson og Robin Manger opført en bydel i bedste Hansestadsstil syd for Lund i Sverige
- Ludvigsen, Jacob (2004): ”Jakriborg – ny by i Skåneland” Arkiveret 4. marts 2016 hos  Wayback Machine. – I: Lørdagshjørne, Bornholms Tidende. – 22-05-2004. [13.07.2008]
- Olsson, Kristina (2004): ”Moderne middelalderby bygget med hjertet : her skal vi bo!”. – I: Politiken. – 2004-03-13. – Sektion 6, s. 4-6 : ill. – I boligområdet Jakriborg nord for Malmø har to brødre virkeliggjort deres drøm om smukke huse i hansestadstil
- Skude, Flemming (2004): ”Revolution eller ren retro : indvarsler Jakriborg modernismens afslutning?”. – I: Ark.byg. – Årg. 42, nr. 9 (2004). – S. 30-33 : ill. – Entreprenørerne Jan og Krister Berggren har i samarbejde med arkitekterne Marcus Axelsson og Robin Manger opført en bydel i bedste Hansestadsstil syd for Lund i Sverige

55°40′30″N 13°08′05″Ø / 55.67500°N 13.13472°Ø